# Katedra Marii Panny w Kopenhadze

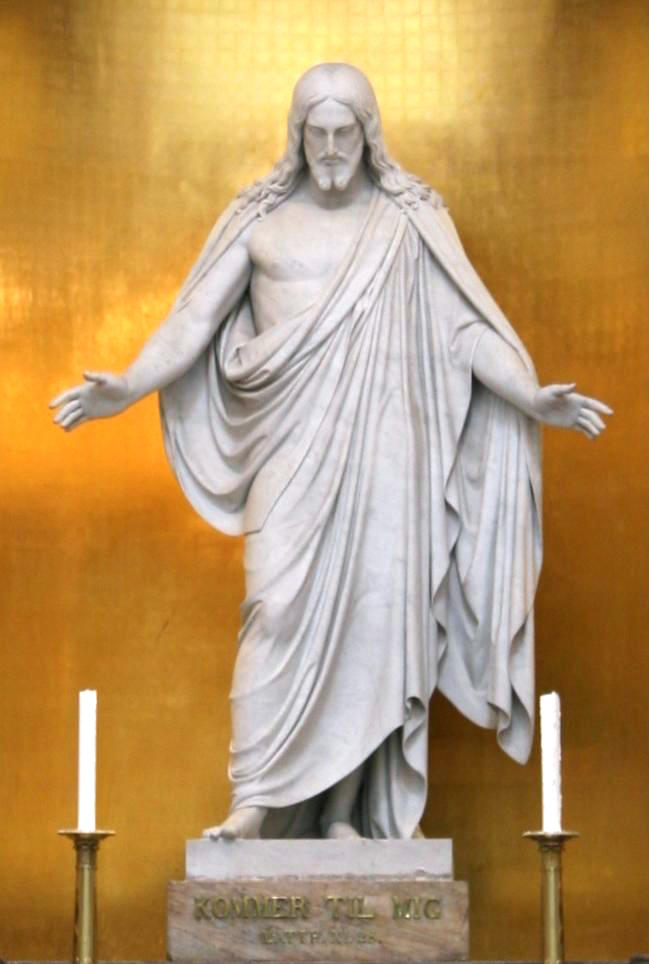
Chrystus Thorvaldsena w kopenhaskiej katedrze

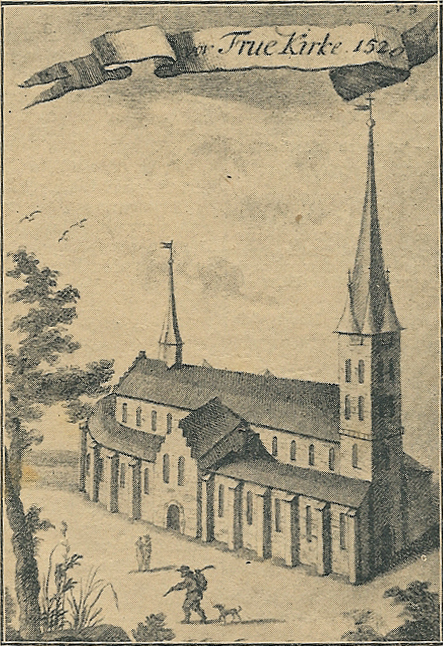
Katedra ok. 1520

Katedra Marii Panny w Kopenhadze (duń. Vor Frue Kirke) – katedra luterańska w Kopenhadze i najważniejszy kościół w Danii.

## Historia
Pierwotnie była to świątynia drewniana zbudowana z polecenia biskupa Roskilde Pedera Sunesena i poświęcona w 1209 r. Od końca XII w. była świątynią kamienną, prawdopodobnie romańską. Odbudowana w stylu gotyckim i powiększona po pożarze w 1316 r. W 1515 r. wieża katedry otrzymała gotycką iglicę. W pierwszych latach reformacji katedra była ostatnim bastionem katolicyzmu w Kopenhadze. W 1530 r. została zdemolowana przez rozwścieczony tłum protestantów. Po wielkim pożarze w 1738 r. odbudowana w stylu baroku niderlandzkiego przez J.F. Rasmusa.
Podczas bombardowania Kopenhagi we wrześniu 1807 r. przez flotę brytyjską, która celowała w wysoką na ponad 100 m wieżę katedry, spłonął dach barokowej świątyni i doszczętnie wypalone zostało jej wnętrze. Postanowiono jednak nie odbudowywać poprzedniej świątyni, lecz zburzyć ruiny i na tym samym miejscu wznieść zupełnie nową katedrę. Obecny kształt nadała jej odbudowa neoklasycystyczna w latach 1817-1829 według projektu architekta Christiana Frederika Hansena. W oryginalnym projekcie Hansena nie było wieży, którą architekt uważał za zbyteczną i psującą jego koncepcję, ale powszechny nacisk na jej dodanie był tak wielki, że architekt musiał się w końcu ugiąć. Fasadę katedry tworzy neoklasycystyczny portyk złożony z 6 kolumn i tympanonu wyobrażającego Chrystusa ze swoimi uczniami. Po obu stronach portyku ustawione są pomniki z brązu. Jeden z nich wyobraża Mojżesza, drugi Dawida. W latach 1975–79 dokonano gruntownej restauracji świątyni. Do czasów reformacji w 1536 r. katedra kopenhaska pozostawała kościołem katolickim, obecnie jest świątynią luterańską. W XIX w. organistami katedry byli dwaj znani duńscy kompozytorzy: Christoph Ernst Friedrich Weyse i Johan Peter Emilius Hartmann.

## Wnętrze
Wnętrze świątyni jest dosyć surowe i oszczędne w wystroju, utrzymane jest w jasnych kolorach i dobrze naświetlone. Tworzy je galeria składająca się z 28 kolumn (po 14 z każdej strony nawy głównej), wzdłuż której ustawione zostały marmurowe rzeźby Thorvaldsena wyobrażające 12 apostołów. W ołtarzu głównym znajduje się rzeźba Bertela Thorvaldsena przedstawiająca Chrystusa. Taka sama znajduje się w kaplicy Potockich w bazylice na Wawelu. Katedra posiada nowoczesne organy i oświetlenie elektryczne złożone z wielkich żyrandoli w formie pierścienia. Sklepienie katedry, półkoliste ozdobione kasetonami, utrzymane jest w kolorze białym. Przed ołtarzem znajduje się marmurowa chrzcielnica w kształcie klęczącego anioła trzymającego w dłoniach wielką muszlę morską. Świątynia posiada również marmurową kazalnicę.

## Kościół koronacyjny
W latach 1445–1648 katedra była kościołem koronacyjnym królów duńskich. Również obecnie jest wykorzystywana przez duńską rodzinę królewską. 14 maja 2004 r. w jej wnętrzu miał miejsce ślub duńskiego następcy tronu księcia Fryderyka z Mary Donaldson.
W katedrze kopenhaskiej koronowani byli następujący duńscy królowie i królowe:
- 1445: Dorota brandenburska, żona Krzysztofa bawarskiego
- 1449: Chrystian I
- 1483: Jan i Krystyna saska
- 1514: Chrystian II
- 1515: Izabela Habsburg, żona Chrystiana II
- 1524: Fryderyk I
- 1525: Zofia pomorska, żona Fryderyka I
- 1537: Chrystian III i Dorota saska
- 1559: Fryderyk II
- 1572: Zofia meklemburska, żona Fryderyka II
- 1596: Chrystian IV
- 1598: Anna Katarzyna Hohenzollern, żona Chrystiana IV
- 1648: Fryderyk III i Zofia Amelia brunszwicka